# نوروژنتیک

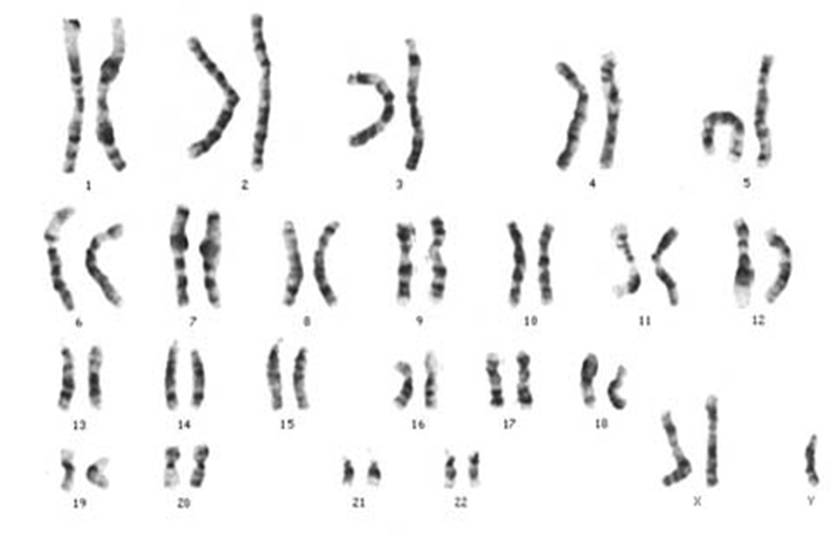
کاریوگرام انسان

ژنتیک اعصاب یا نوروژنتیک نقش ژنتیک را در تکامل و عملکرد دستگاه عصبی بررسی می‌کند. ژنتیک اعصاب مشخصات عصبی را به عنوان فنوتیپ (یعنی ظواهر قابل اندازه‌گیری یا غیرقابل اندازه‌گیری، از ترکیب ژنتیکی یک فرد) در نظر می‌گیرد و عمدتاً براساس این مشاهده است که دستگاه‌های عصبی افراد، حتی از کسانی که متعلق به یک گونه هستند، ممکن است یکسان نباشد. همان‌طور که از نام آن پیداست، ژنتیک اعصاب هر دو جنبه علوم اعصاب و ژنتیک را مطالعه می‌کند، تمرکز آن به ویژه بر روی چگونگی تأثیر کد ژنتیکی موجود زنده بر صفات بیان‌شده آن است. جهش ها در این توالی ژنتیکی می‌توانند تأثیرات گسترده‌ای بر کیفیت زندگی افراد داشته باشند. بیماری‌های مغز و اعصاب، رفتار و شخصیت همه در زمینهٔ ژنتیک اعصاب مورد بررسی قرار می‌گیرند. رشته علوم اعصاب در اواسط تا اواخر دههٔ ۱۹۰۰ با پیشرفت‌هایی که به دنبال پیشرفت‌های موجود در فناوری در دسترس ایجاد شد، پدیدار شد. در حال حاضر، ژنتیک اعصاب مرکز بسیاری از تحقیقات است که از تکنیک‌های پیشرفته استفاده می‌کنند.

## تاریخچه
رشته ژنتیک اعصاب از پیشرفت‌های ایجاد شده در زمینه‌های زیست‌شناسی مولکولی، ژنتیک و درک ارتباط بین ژن‌ها، رفتار، مغز و اختلالات و بیماری‌های عصبی پدید آمده‌است. این رشته در دهه ۱۹۶۰ از طریق تحقیقات سیمور بنزر، که برخی او را پدر ژنتیک اعصاب می‌دانند، گسترش یافت.

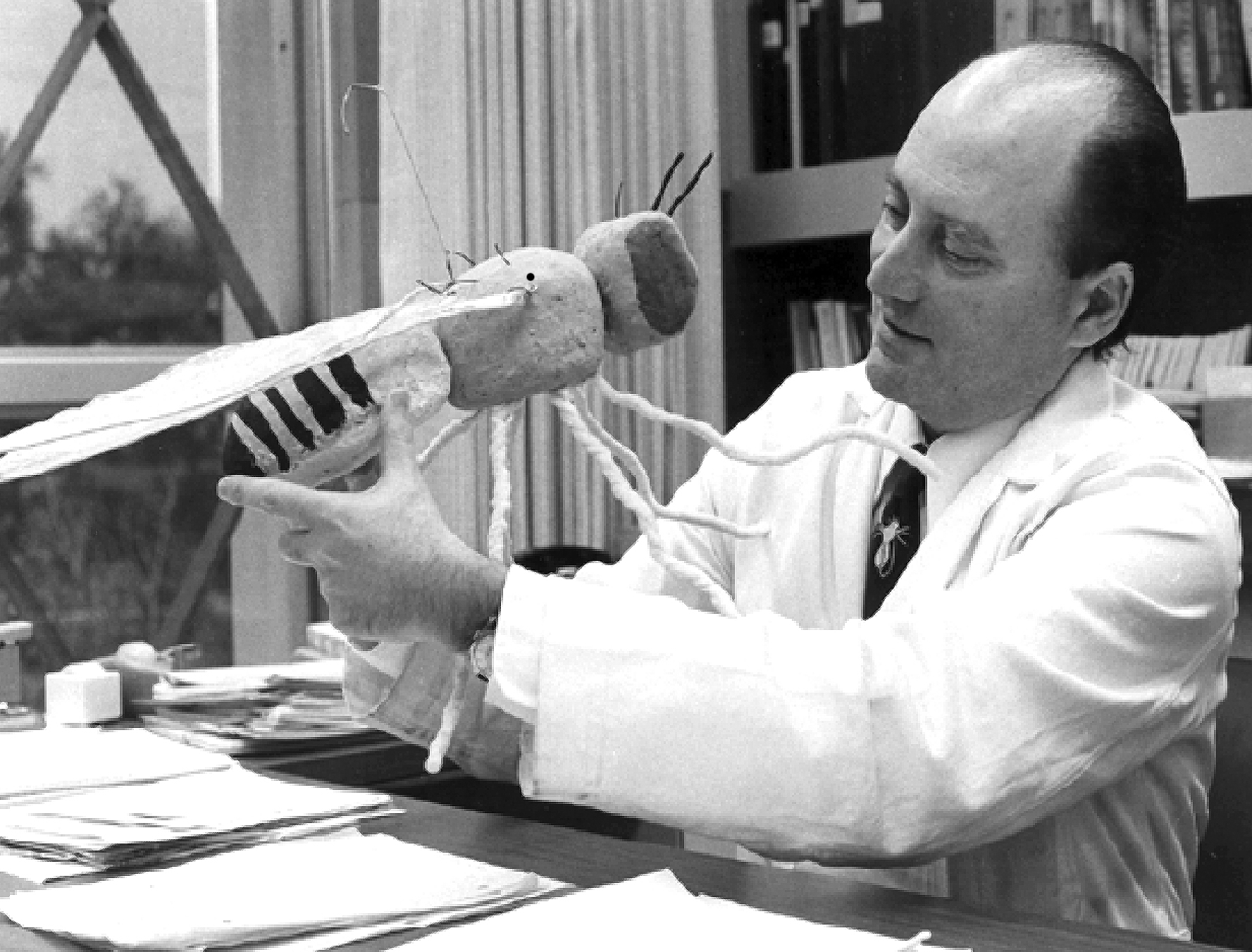
سیمور بنزر در دفتر خود در Caltech در سال ۱۹۷۴ با یک مدل بزرگ از Drosophila

کار پیشگامانه او با مگس سرکه به روشن شدن ارتباط بین ساعت شبانه‌روزی بدن و ژن کمک کرد، که منجر به تحقیقات بیشتر در مورد سایر ویژگی‌های رفتاری شد. وی همچنین در تلاش برای کشف راه‌هایی برای سرکوب بیماری‌های عصبی در انسان، تحقیق روی تخریب عصبی در مگس‌های میوه را آغاز کرد. بسیاری از تکنیک‌هایی که وی به کار برد و نتیجه‌گیری‌هایی که انجام داد، زمینه را برای پیشرفت مهیا کرد.
تجزیه و تحلیل اولیه بر تفسیر آماری از طریق فرایندهایی مانند LOD (لگاریتم شانس) طبقه‌بندی نژاد و سایر روش‌های مشاهده ای دیگر مانند جفت خواهر/برادرهای تحت تأثیر متکی بود، که به پیکربندی فنوتیپ و IBD (هویت بنا بر نژاد) نگاه میکند. بسیاری از اختلالات در اوایل مطالعه آنها از جمله آلزایمر، هانتینگتون و اسکلروز جانبی آمیوتروفیک (ALS) هنوز هم در مرکز توجه بسیاری از تحقیقات امروز هستند. در اواخر دهه ۱۹۸۰ پیشرفت‌های جدیدی در زمینه ژنتیک مانند فناوری دی‌ان‌ای نوترکیب و ژنتیک معکوس امکان استفاده گسترده از چندشکلی دی‌ان‌ای را برای آزمایش ارتباط بین دی‌ان‌ای و نقص ژن فراهم کرد. این فرایند گاهی اوقات به عنوان تجزیه و تحلیل پیوند شناخته می‌شود. در دهه ۱۹۹۰ با پیشرفت تکنولوژی، تجزیه و تحلیل ژنتیکی امکان‌پذیرتر و در دسترس‌تر شده‌است. در این دهه در شناسایی نقشه‌ای خاص از ژن‌ها در رابطه با اختلالات عصبی افزایش قابل ملاحظه‌ای مشاهده شد. پیشرفت‌هایی در موارد زیر ایجاد شد: سندرم ایکس شکننده، آلزایمر، پارکینسون، صرع و ALS.

## اختلالات عصبی
در حالی که اساس ژنتیکی بیماری‌ها و اختلالات ساده به‌طور دقیق مشخص شده‌است، ژنتیک اختلالات پیچیده‌تر عصبی هنوز منبع تحقیقات در حال پیشرفت است. تحولات جدید مانند مطالعات هم‌خوانی سراسر ژنوم (GWAS) منابع جدید زیادی را در اختیار قرارداده است. با استفاده از این اطلاعات جدید، تنوع ژنتیکی در جمعیت انسانی و بیماری‌های احتمالاً مرتبط با آن به راحتی قابل تشخیص است. بیماری‌های تخریب عصبی زیرمجموعه شایعترین اختلالات عصبی هستند، به عنوان مثال می‌توان به بیماری‌های آلزایمر و پارکینسون اشاره کرد. در حال حاضر هیچ روش درمانی قابل قبولی وجود ندارد که پیشرفت بیماری‌های تخریب عصبی را معکوس کند. با این حال، ژنتیک اعصاب به عنوان یک زمینه در حال پیشرفت است که ممکن است مسبب یک ارتباط شود. کشف ارتباطات می‌تواند منجر به کشف درمان‌هایی شود، که توانایی معکوس کردن فرایند تخریب مغز را دارند.

## تعیین توالی ژن
یکی از چشم‌گیرترین نتایج تحقیقات بیشتر در زمینه ژنتیک اعصاب، دانش وسیع‌تر از جایگاه ژنی است که ارتباط با بیماری‌های عصبی را نشان می‌دهد. جدول زیر نمونه‌ای از مکان‌های خاص ژن است که به علت نقش شناخته شدهٔ آنها در بیماری‌های عصبی بر اساس شیوع در ایالات متحده نشان داده شده‌است.
| بیماری عصبی       | جایگاه ژنی                             |
| ----------------- | -------------------------------------- |
| بیماری آلزایمر    | APOE ε4 , PICALM                       |
| اسکلروز چندگانه   | DR15، DQ6                              |
| بیماری پارکینسون  | LRRK2 ، <i id="mwZA">PARK2</i> ، PARK7 |
| بیماری هانتینگتون | HTT                                    |

## روش‌های تحقیق

### تحلیل آماری
لگاریتم شانس (LOD) یک روش آماری است که برای تخمین احتمال ارتباط ژن بین صفات استفاده می‌شود. LOD غالباً علاوه بر طبقه‌بندی نژاد، در نقشه‌هایی از آرایش ژنتیکی یک خانواده استفاده می‌شود تا به برآورد دقیق‌تری منتهی شود. یکی از مزایای اصلی این روش توانایی آن در به دست آوردن نتایج قابل اعتماد در نمونه‌هایی با اندازه‌های بزرگ و کوچک است، که این یک مزیت برجسته در تحقیقات آزمایشگاهی به‌شمار می‌رود.
نقشه‌برداری از جایگاه صفات کمی (QTL) روش آماری دیگری است که برای تعیین موقعیت‌های کروموزومی مجموعه‌ای از ژن‌های مسئول یک صفت خاص استفاده می‌شود. با شناسایی نشانه‌های خاص ژنتیکی برای ژن‌های موردنظر در یک نژاد خالص نوترکیب، میزان تعامل بین این ژن‌ها و ارتباط آنها با فنوتیپ مشاهده شده را می‌توان از طریق تجزیه و تحلیل آماری پیچیده تعیین کرد. در آزمایشگاه ژنتیک اعصاب، فنوتیپ جاندار مدل با ارزیابی ریخت‌شناسی مغز آنها از طریق برش‌های نازک مشاهده می‌شود. نقشه‌برداری QTL در انسان هم می‌تواند انجام شود، البته مورفولوژی مغز با استفاده از تصویربرداری تشدید مغناطیسی هسته ای (MRI) به جای برش مغز بررسی می‌شود. انسان‌ها چالش بیشتری برای تجزیه و تحلیل QTL دارند زیرا نمی‌توان جمعیت ژنتیکی را به اندازه جمعیت نوترکیب نژادی کنترل کرد، که می‌تواند منجر به خطای آماری شود.

### دی‌ان‌ای نوترکیب
دی‌ان‌ای نوترکیب یک روش مهم تحقیق در بسیاری از زمینه‌ها، از جمله ژنتیک اعصاب است. دی‌ان‌ای نوترکیب برای ایجاد تغییر در ژنوم جاندار مورد استفاده قرار می‌گیرد، معمولاً باعث می‌شود ژن خاص موردنظر به صورت تشدیدی یا تقلیلی بیان شود یا شکل جهش یافته‌ای از آن را بیان کند. نتایج این آزمایش‌ها میتواند اطلاعاتی در مورد نقش آن ژن در بدن جاندار و اهمیت آن در زنده ماندن و سازگاری آن جاندار فراهم کند. سپس میزبان‌ها با کمک داروی سمی‌ای که نشانگر قابل انتخاب در برابر آن مقاوم است غربال می‌شوند. استفاده از دی‌ان‌ای نوترکیب مثالی از ژنتیک معکوس است، جایی که محققان ژنوتیپ جهش یافته‌ای ایجاد می‌کنند و فنوتیپ حاصل را تجزیه و تحلیل می‌کنند. در ژنتیک پیشرفته، ابتدا موجودی با یک فنوتیپ خاص شناسایی می‌شود و سپس ژنوتیپ آن مورد تجزیه و تحلیل قرار می‌گیرد.

### تحقیقات روی حیوانات

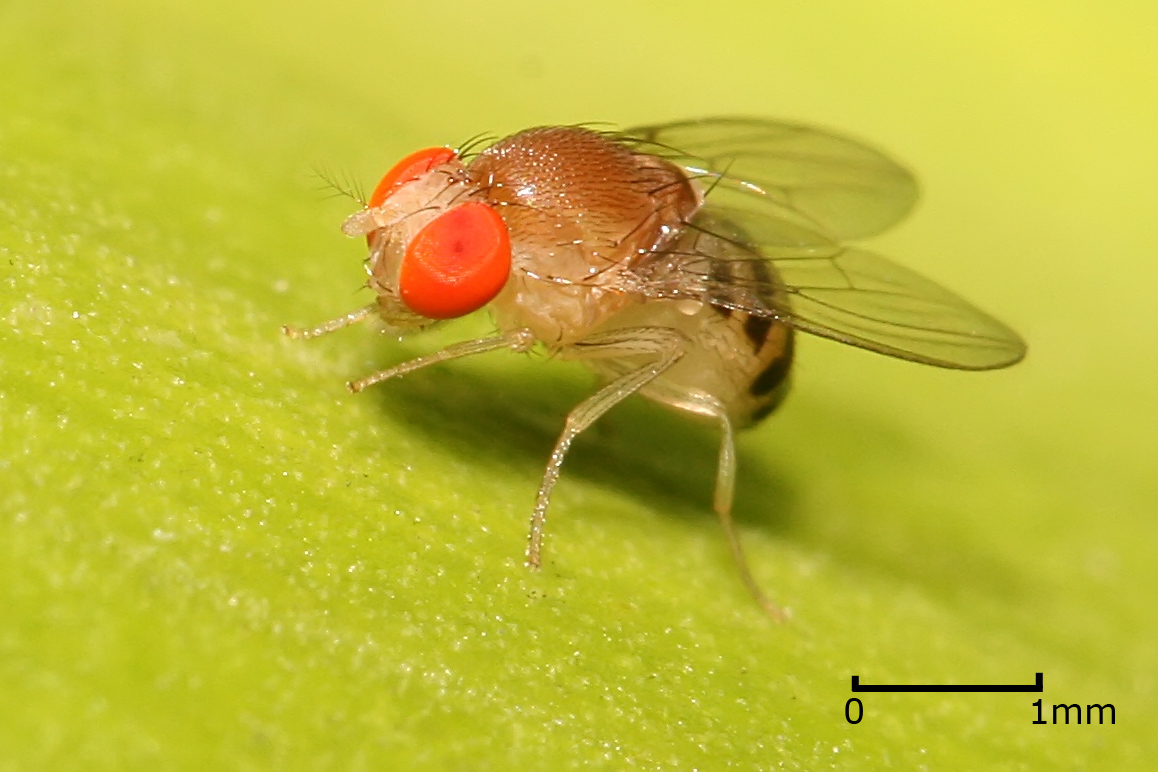
مگس سرکه

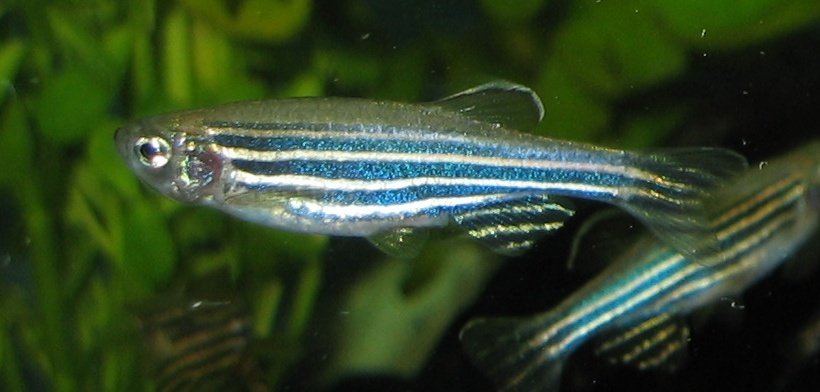
گورخرماهی

جانداران مدل ابزاری مهم در بسیاری از زمینه‌های تحقیق از جمله رشته ژنتیک اعصاب هستند. با مطالعه موجوداتی با سیستم عصبی ساده‌تر و با ژنوم‌های کوچکتر، دانشمندان می‌توانند فرایندهای بیولوژیکی آنها را بهتر درک کرده و آنها را روی جاندارن پیچیده‌تری مانند انسان به‌کارگیرند. موش‌ها، مگس سرکه،و کرم الگانس به دلیل داشتن ژنوم‌هایی که نیاز به نگهداری زیادی ندارند و طرح‌بندی شده بسیار رایج هستند. گورخرماهی و موش صحرایی نیز به‌خصوص در حوزه‌های اجتماعی و رفتاری ژنتیک اعصاب شیوع بیشتری یافته‌اند.
محققان در زمینه ژنتیک اعصاب علاوه بر بررسی چگونگی تأثیر جهش‌های ژنتیکی بر ساختار واقعی مغز، همچنین چگونگی تأثیر این جهش‌ها بر شناخت و رفتار را بررسی می‌کنند. یکی از روش‌های بررسی این امر مستلزم مهندسی جانداران مدل به صورت هدفمند با جهش‌های ژن‌های خاص موردنظر است. سپس این حیوانات به‌طور کلاسیک شرطی می‌شوند که انواع خاصی از کارها را انجام دهند، مانند کشیدن اهرم برای گرفتن پاداش. سرعت یادگیری آنها، حفظ رفتار آموخته شده و سایر عوامل با نتایج موجودات سالم مقایسه می‌شود تا مشخص شود جهش چه تأثیری، در صورت وجود، بر این فرایندهای بالاتر داشته‌است. نتایج این تحقیق می‌تواند به شناسایی ژن‌هایی کمک کند که ممکن است با شرایطی مانند نقص‌های شناختی و یادگیری مرتبط باشند.

### تحقیقات انسانی
بسیاری از مراکز تحقیقاتی به دنبال داوطلبانی با شرایط یا بیماری خاص برای شرکت در مطالعات هستند. جانداران مدل گرچه مهم هستند، اما نمی‌توانند به‌طور کامل پیچیدگی‌های بدن انسان را مدل کنند، و این باعث شده داوطلبان انسانی به یک بخش اصلی در پیشرفت تحقیقات تبدیل شوند. همراه با جمع‌آوری برخی اطلاعات اساسی در مورد تاریخچهٔ پزشکی و شدت علائم شرکت‌کنندگان، از آنها نمونه‌هایی شامل خون، مایع مغزی نخاعی یا بافت عضلانی گرفته می‌شود. سپس این نمونه‌های بافتی به صورت ژنتیکی ترتیب‌بندی می‌شوند و ژنوم‌ها به مجموعه پایگاه داده‌های فعلی اضافه می‌شوند. رشد این پایگاه‌های اطلاعاتی در نهایت به محققان این امکان را میدهد تا تفاوت‌های ژنتیکی این شرایط را بهتر درک کنند و رفتارهای درمانی را به واقعیت نزدیک کنند. حوزه‌های فعلی مورد علاقه در این زمینه طیف گسترده‌ای دارند که در هر جایی مانند حفظ ساعت شبانه‌روزی، پیشرفت بیماری‌های تخریب عصبی، تداوم اختلالات دوره‌ای و اثرات پوسیدگی میتوکندری بر متابولیسم هستند.

## ژنتیک اعصاب رفتاری
پیشرفت در تکنیک‌های زیست‌شناسی مولکولی و پروژهٔ گنوم در سطح گونه‌ها، امکان نقشه‌برداری از کل ژنوم یک فرد را فراهم کرده‌است. اینکه عوامل ژنتیکی یا محیطی در درجه اول تشکیل‌دهندهٔ شخصیت یک فرد هستند، مدتهاست که مورد بحث بوده‌است. با توجه به پیشرفت‌هایی که در زمینهٔ نوروژنتیک حاصل شده‌است، محققان شروع به طرح سوال‌هایی و ترسیم ژن‌ها و بررسی ارتباط آنها با ویژگی‌های مختلف شخصیتی کرده‌اند. هیچ شواهدی وجود ندارد که نشان دهد وجود یک ژن منفرد بیانگر این است که یک فرد یک سبک رفتاری را بیشتر از سبک رفتاری دیگری ابراز می‌کند. بلکه داشتن یک ژن خاص می‌تواند زمینه‌ساز بروز یک نوع رفتار دیگر باشد. این نکته روشن می‌شود که بیشتر رفتارهای متأثیر از ژنتیک به دلیل تأثیر انواع ژنها به علاوه سایر عوامل تنظیم‌کننده عصبی مانند سطح انتقال دهنده عصبی است. با توجه به اینکه بسیاری از خصوصیات رفتاری نسل‌ها در میان گونه‌ها حفظ شده‌است، محققان قادر به استفاده از حیواناتی مانند موش و موش صحرایی، همچنین مگس میوه، کرم‌ها و گورخرماهی، برای تعیین ژنهای خاصی هستند که با رفتار ارتباط دارد و سعی در تطبیق آنها با ژن انسان دارند.

### حفاظت از ژن بین گونه‌ها
با اینکه به نظر می‌رسد تنوع بین گونه‌ها مشخص است، در ابتدایی‌ترین حالت آنها دارای رفتارهای مشابه هستند که برای بقا لازم است. از جمله این صفات می‌توان به جفت‌گیری، پرخاشگری، جستجوی غذا، رفتار اجتماعی و الگوی خواب اشاره کرد. این حفاظت از رفتار در بین گونه‌ها، زیست‌شناسان را به این فرضیه سوق داده‌است که این صفات ممکن است علل و مسیرهای ژنتیکی یکسان یا حداقل مشابه داشته باشند. مطالعات انجام شده بر روی ژنوم‌های تعداد زیادی از موجودات نشان داده‌است که بسیاری از موجودات دارای ژن‌های همولوگ هستند، به این معنی که برخی از مواد ژنتیکی بین گونه‌ها حفظ شده‌است. اگر این موجودات یک جد تکاملی مشترک داشته باشند، ممکن است بیانگر این باشد که جنبه‌های رفتاری می‌تواند از نسل‌های گذشته به ارث برسد، که این علل ژنتیکی- برخلاف علل محیطی - رفتار را توجیه میکند. گوناگونی در شخصیت و خصوصیات رفتاری که در بین افراد یک گونه مشاهده می‌شود را می‌توان با تفاوت سطح تجلی این ژن‌ها و پروتئین‌های مربوطه توضیح داد.

### پرخاشگری
همچنین تحقیقاتی در حال انجام است در پاسخ به اینکه چگونه ژن‌های فرد می‌توانند سطوح مختلفی از پرخاشگری و کنترل پرخاشگری را ایجاد کنند.

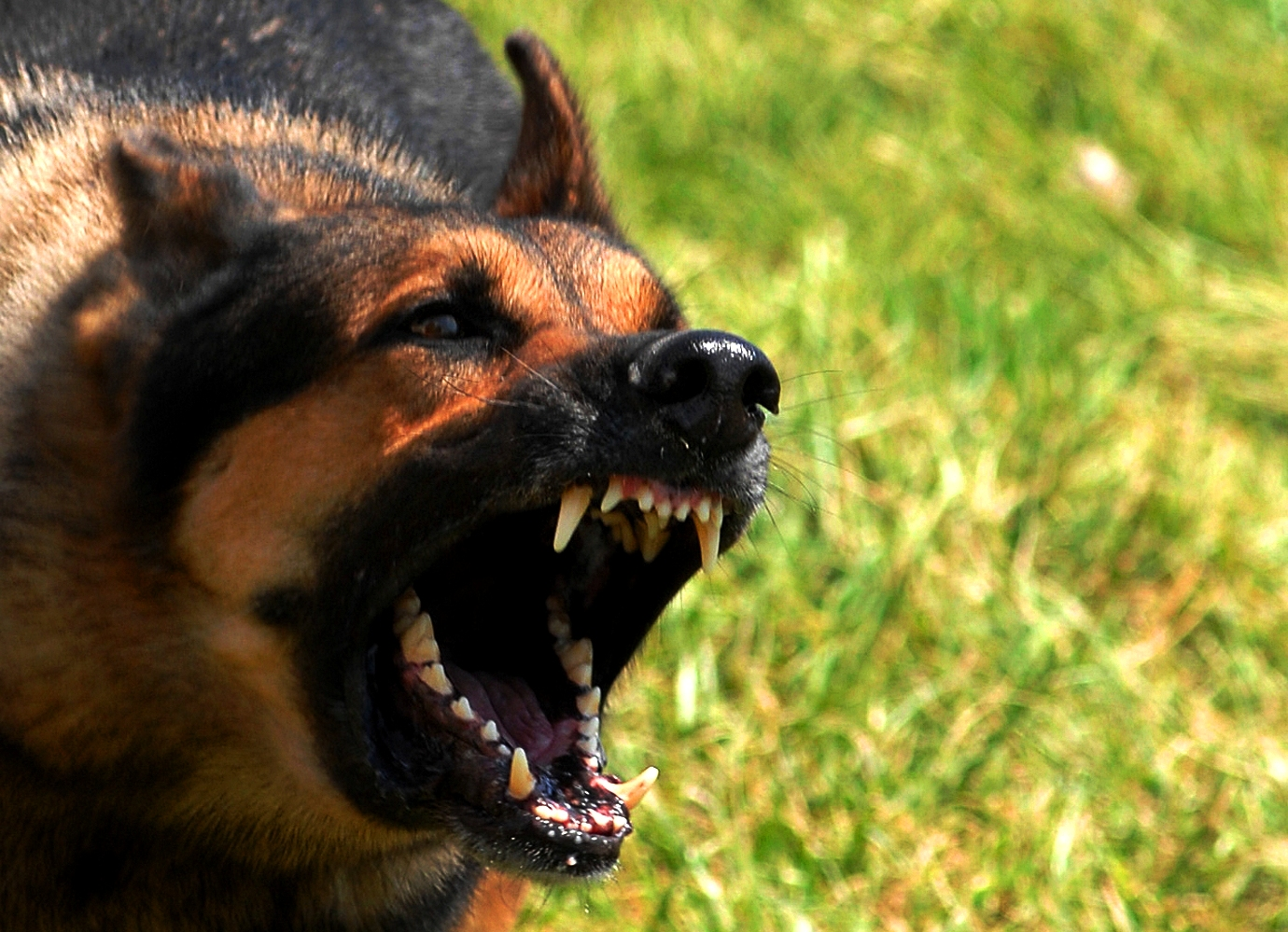
نشانه‌های خارجی پرخاشگری در بسیاری از حیوانات دیده می‌شود.

در سرتاسر پادشاهی حیوانات، می‌توان سبک‌ها، انواع مختلف و سطح پرخاشگری را مشاهده کرد که باعث می‌شود دانشمندان معتقد باشند ممکن است تأثیر ژنتیکی وجود داشته باشد که این ویژگی خاص رفتاری را حفظ کرده باشد.برای برخی از گونه‌ها، سطح متفاوتی از پرخاشگری نشان دهنده رابطه مستقیمی با سطح بالاتری از تناسب داروینی نشان داده‌است.

## توسعه

Shh و BMP در لوله عصبی

ژن‌ها و پروتئین‌های بسیاری وجود دارند که در شکل‌گیری و تکامل سیستم عصبی مرکزی نقش دارند. آن ژنهایی که پروتئین ریخت‌زایی استخوان(BMPs)، بازدارنده‌های BMP و پروتئین سونیک هج هاگ(SHH) کدگذاری می‌کنند از مهمترین‌ها هستند. طبق تحقیقات اولیه، BMP مسئول تفکیک سلولهای اپیدرمی از اکتودرم شکمی است. مهارکننده‌های BMP، مانند NOG و CHRD، باعث تفکیک سلول‌های اکتودرم به بافت عصبی احتمالی در قسمت فوقانی می‌شوند. اگر هر یک از این ژن‌ها به‌طور نامناسب تنظیم شده باشند، در این صورت آرایش و تفکیک مناسب ایجاد نمی‌شود. BMP همچنین در الگوسازی‌ای که پس از آرایش و فرم‌گیری لوله عصبی ایجاد می‌شود، نقش بسیار مهمی دارد. با توجه به پاسخ درجه‌بندی شده، سلول‌های لوله عصبی مجبور به BMP و ارسال سیگنال Shh هستند، این مسیرها برای تعیین سرنوشت سلول‌های پیش نورونی در رقابت هستند. BMP تفکیک فوقانی سلول‌های پیش نورونی را به سلول‌های عصبی حسی و همین‌طور Shh تفکیک شکمی را به سلولهای عصبی حرکتی ارتقا می‌دهد. ژنهای بسیاری وجود دارند که به تعیین سرنوشت عصبی و رشد مناسب کمک می‌کنند، شامل ژنهای RELN , SOX9، WNT , Notch و Delta , HOX و ژنهای مختلف کدکننده کادرین مانند CDH1 و CDH2.
برخی تحقیقات اخیر نشان داده‌است که میزان تجلی ژن در دوره‌های مختلف در طول چرخه زندگی به شدت در مغز تغییر میکند. به عنوان مثال، در طول رشد قبل از تولد، مقدار mRNA در مغز (شاخص تجلی ژن) به‌طور استثنایی زیاد است و مدت کوتاهی پس از تولد به میزان قابل توجهی پایین‌تر می‌رسد. تنها نقطه دیگر دوره زندگی که در طی آن این تجلی بسیار زیاد است، در اواسط زندگی تا اواخر عمر، در طول ۵۰–۷۰ سالگی است. در حالی که علت افزایش تجلی ژن در دوران قبل از تولد را میتوان با رشد سریع و تشکیل بافت مغز توضیح داد، دلیل اصلی افزایش تجلی ژن در اواخر عمر همچنان موضوع تحقیق در حال انجام است.

## تحقیقات کنونی
نوروژنتیک رشته‌ای است که به سرعت در حال گسترش و رشد است. زمینه‌های تحقیقاتی مورد توجه فعلی بسیار متنوع است. یک حوزه با فرایندهای مولکولی و عملکرد پروتئین‌های خاصی سروکار دارد، که اغلب همراه با ارسال سیگنالهای سلولی، انتشار انتقال‌دهنده عصبی، توسعه و ترمیم سلول یا انعطاف‌پذیری سلول‌های عصبی است. تلاش در زمینه‌های رفتاری و شناختی تحقیقات برای تعیین عوامل مؤثر ژنتیکی همچنان در حال گسترش است. به عنوان یک نتیجه از گسترش زمینه نوروژنتیک، درک بهتری از اختلالات عصبی و فنوتیپهای خاص با ارتباط مستقیم با جهش‌های ژنتیکی به‌وجود آمده‌است. با اختلالات شدید مانند صرع، ناهنجاری‌های مغزی یا کم‌توانی ذهنی، یک ژن منفرد یا یک شرایط مسبب در ۶۰٪ موارد شناسایی شده‌است. با این حال، هرچه نقص ذهنی خفیف‌تر باشد، احتمال کمتری برای وجود یک علت ژنتیکی مشخص شده‌است. به عنوان مثال اوتیسم تنها در ۱۵–۲۰٪ موارد با ژن جهش‌یافته و خاص مرتبط است در حالی که خفیف‌ترین اشکال معلولیت ذهنی فقط کمتر از ۵٪ زمان به علت ژنتیک به حساب می‌آید. تحقیقات در زمینه ژنتیکی مغز و اعصاب نتایج امیدوارکننده‌ای به همراه داشته‌است، هرچند که جهش‌ها در مکان‌های ژنی خاص با فنوتیپهای مضر و اختلالات ناشی از آنها مرتبط بوده‌است. به عنوان مثال جهش دگرقالب یا یک جهش بدمعنی در محل ژن DCX باعث نقص مهاجرت عصبی میشود که به آن لیسنسفالی (lissencephaly) نیز می‌گویند. مثال دیگر ژن ROBO3 است که در آن جهشی طول آکسون را تغییر می‌دهد و بر اتصالات عصبی تأثیر منفی می‌گذارد. اینها تنها چند نمونه از مواردی است که در تحقیقات فعلی در زمینه نوروژنتیک به دست آورده‌اند.